# Lak (peuple)
Pour les articles homonymes, voir Lak et Laki.
Les Laks ou Laki sont une tribu kurde du sud-ouest de l'Iran. Ils parlent le laki, un dialecte du kurde. D'après l'Encyclopédie de l'Islam, les Laks sont la tribu kurde la plus méridionale d'Iran. Ils habitent les provinces du Kurdistan, Lorestan, d'Ilam et du Khouzistan.